# Рыспай
Рыспай (каз. Рыспай) — село в Костанайском районе Костанайской области Казахстана. Входит в состав Заречного сельского округа. Находится примерно в 26 км к югу от центра города Костаная. Код КАТО — 395431500.

## Население
В 1999 году население села составляло 444 человека (207 мужчин и 237 женщин). По данным переписи 2009 года, в селе проживало 486 человек (238 мужчин и 248 женщин).

## География
К востоку от села находится болото Рыспай.